# Ya no
"Ya No" é uma canção da cantora estadunidense Selena, contida em seu quarto álbum de estúdio Amor Prohibido (1994). 
Foi escrita e produzida por A.B. Quintanilla III, com auxílio de Ricky Vela no processo de composição da letra. O tema fala de forma desafiante sobre um amor que era infiel e que não se demonstra mais interesse. Embora não tenha sido lançada como single, a obra recebeu opiniões positivas por parte da crítica musical. A faixa apresenta um estilo influenciado pelo rock que deriva de origens estilísticas da música pop latina e do tejano.

## Faixas
| CD single |         |                                  |                      |         |  |
| N.º       | Título  | Compositor(es)                   | Produtor(es)         | Duração |  |
| 1.        | "Ya No" | A.B. Quintanilla III, Ricky Vela | A.B. Quintanilla III | 3:56    |  |

## Versão de Dulce María
Em 2011 a cantora Dulce María gravou-a para seu primeiro álbum de estúdio Extranjera: Segunda Parte (2011). Foi lançada como single em 10 de junho de 2011. Porém, sua estreia nas rádios foi em 16 de junho de 2011 e no iTunes em 22 de junho de 2011  A canção foi muito bem recebida pelos críticos de música.

### Faixas
| Download digital |         |                                  |                |         |  |
| N.º              | Título  | Compositor(es)                   | Produtor(es)   | Duração |  |
| 1.               | "Ya No" | A.B. Quintanilla III, Ricky Vela | Aureo Baqueiro | 3:24    |  |

### Prêmios e indicações
| Ano  | Prêmio                    | Categoria              | Resultado |
| ---- | ------------------------- | ---------------------- | --------- |
| 2010 | Premios Top Mundial Music | "Mejor Música del Año" | Venceu    |